# 시바주쿠역
시바주쿠역(일본어: 柴宿駅)은 일본 이와테현 이치노세키시에 위치한 동일본 여객철도 오후나토 선의 철도역이다. 단선 승강장 1면 1선의 구조를 갖춘 지상역이다.

## 역 주변
- 산지 센터 계절관

## 역사
- 1962년 5월 15일 : 개업.
- 1987년 4월 1일 : 일본국유철도 분할 민영화에 의해, 동일본 여객철도가 승계.

## 인접 역
| 동일본 여객철도 오후나토 선 | 동일본 여객철도 오후나토 선 | 동일본 여객철도 오후나토 선 |
| --------------------------- | --------------------------- | --------------------------- |
| 게이비케 이치노세키 방면    | ■ 오후나토 선               | 스리사와 사카리 방면        |